# Johann Gottfried Seume
Johann Gottfried Seume (ur. 29 stycznia 1763 w Poserna (obecnie dzielnica Lützen); zm. 13 czerwca 1810 w Teplitz w Czechach) – niemiecki pisarz i poeta, znany przede wszystkim jako autor Spaziergang nach Syrakus im Jahre 1802 (Spacer do Syrakuz w 1802 roku). Mimo że Seume nie był pierwszym autorem opisującym przeżycia z podróży, to jego opis stał się wzorem dla innych autorów XIX-wiecznych np. Levina Schückinga, a nawet XX- wiecznych takich jak Otto Juliusa Bierbauma i Friedricha Christiana Deliusa.